# Standard Icon Theming Specification
De Standard Icon Theming Specification is een standaard van freedesktop.org en definieert een aantal specificaties omtrent de thema's van computericoontjes. Het is bedoeld om de uitwisseling van thema's en computericoontjes te vereenvoudigen, zodat gebruikers eenvoudig het thema en de icoonset kunnen wisselen met een andere stijl. Een icoonset is een groep van icoontjes die samen een overeenkomstige look en feel hebben. Gebruikers kunnen zelf kiezen welk thema ze willen gebruiken, waarna alle applicaties dan van die icoonset gebruikmaken. 

## Geschiedenis
In 2002 werd er een begin gemaakt met het definiëren van specificaties rondom de icoonthema's. In de jaren erna werden zaken toegevoegd en verbeteringen aangebracht. 

## Opzet
Icoontjes en thema's zijn geplaatst in een serie directory's die met elkaar een bepaalde standaardopzet dienen te hebben. Daarnaast worden er per categorie een aantal eigenschappen gedefinieerd, zoals afmetingen, type en de context waarin het normaliter gebruikt wordt.

## Projecten die de standaard volgen
Projecten die gebruikmaken van deze standaard zijn onder andere de volgende.
- Oxygen Project
- Tango Desktop Project